# Royal Unibrew

1-Liter-Dose Faxe-Bier aus Deutschland.

Royal Unibrew A/S (bis zum 3. Mai 2005 Bryggerigruppen A/S) ist ein dänischer Konzern der Getränkeindustrie mit Sitz in Faxe. Sie ist Dänemarks zweitgrößte Brauereigesellschaft, allerdings mit großem Abstand hinter Carlsberg. 2023 wurden 14,1 Mio. hl Bier, Malz- und Erfrischungsgetränke verkauft. Weltweit beschäftigt der Konzern etwa 3.984 Mitarbeiter.
Größte Einzelaktionär von Royal Unibrew sind mit einem Anteil von ca. 15 % das dänische Investmentunternehmen Chr. Augustinus Fabrikker und mit einem Anteil von ca. 5 % die Fondsgesellschaft BlackRock.

## Geschichte
Die Bryggerigruppen entstand in ihrer heutigen Form im Jahr 1989 durch eine Fusion der Brauerei Faxe mit der Jyske Bryggerier A/S. Letztere brachte die erfolgreicheren Marken (Ceres und Thor) ein und so wurde zunächst Aarhus, die Heimatstadt der Jyske Bryggerier, zum Firmensitz gewählt. Seit 1992 firmiert die entstandene Faxe Jyske A/S unter dem Namen Bryggerigruppen. Im Jahr 2000 konnte Albani übernommen werden.
Im Dezember 2010 übernahm Van Pur die polnische Tochter des Konzerns, mit den Brauereien in Strzelce und Łomża sowie den zugehörigen Marken, und gab dafür 20 % der eigenen Anteile ab. Diese Anteile kaufte Van Pur nach Ausübung einer Kaufoption 2012 zurück, wodurch Royal Unibrew sich aus dem Joint Venture zurückzog.
Im Januar 2022 erwarb Royal Unibrew 75 % der Anteile der norwegischen Brauerei Hansa Borg Bryggerier und erhöhte ihren Anteil damit auf 100 %.
Im Juli 2022 wurde die craft brewery  Amsterdam Brewery Co. Ltd. aus Toronto übernommen.

## Standorte
An folgenden Standorten produziert Royal Unibrew:
- Faxe
- Odense
- Munster
- Lahti
- Karijoki
- Panevėžys
- Riga
- Crodo

## Marken
- Lemonsoda (Terme di Crodo S.r.l.)
- Royal Beer (ungefähr zehn Biersorten)
- Lapin Kulta (Bier)
- Cido (Erfrischungsgetränke)
- Craft (unter den Marken Lottrup, Schiøtz, Polar Monkeys, Tivoli Beer, Kissmeyer, Vilkmerges, Kalnapillis Bergschlossen, Lacplesis Starburags und Lahden Erikois werden verschiedene Craftbiere angeboten)
- Faxe Kondi
- Ceres (die Ceres-Brauerei aus Aarhus war seit 1911 ein offizieller Lieferant des dänischen Königshofes; der Standort wurde im Jahr 2008 geschlossen und die Produktion verlagert)

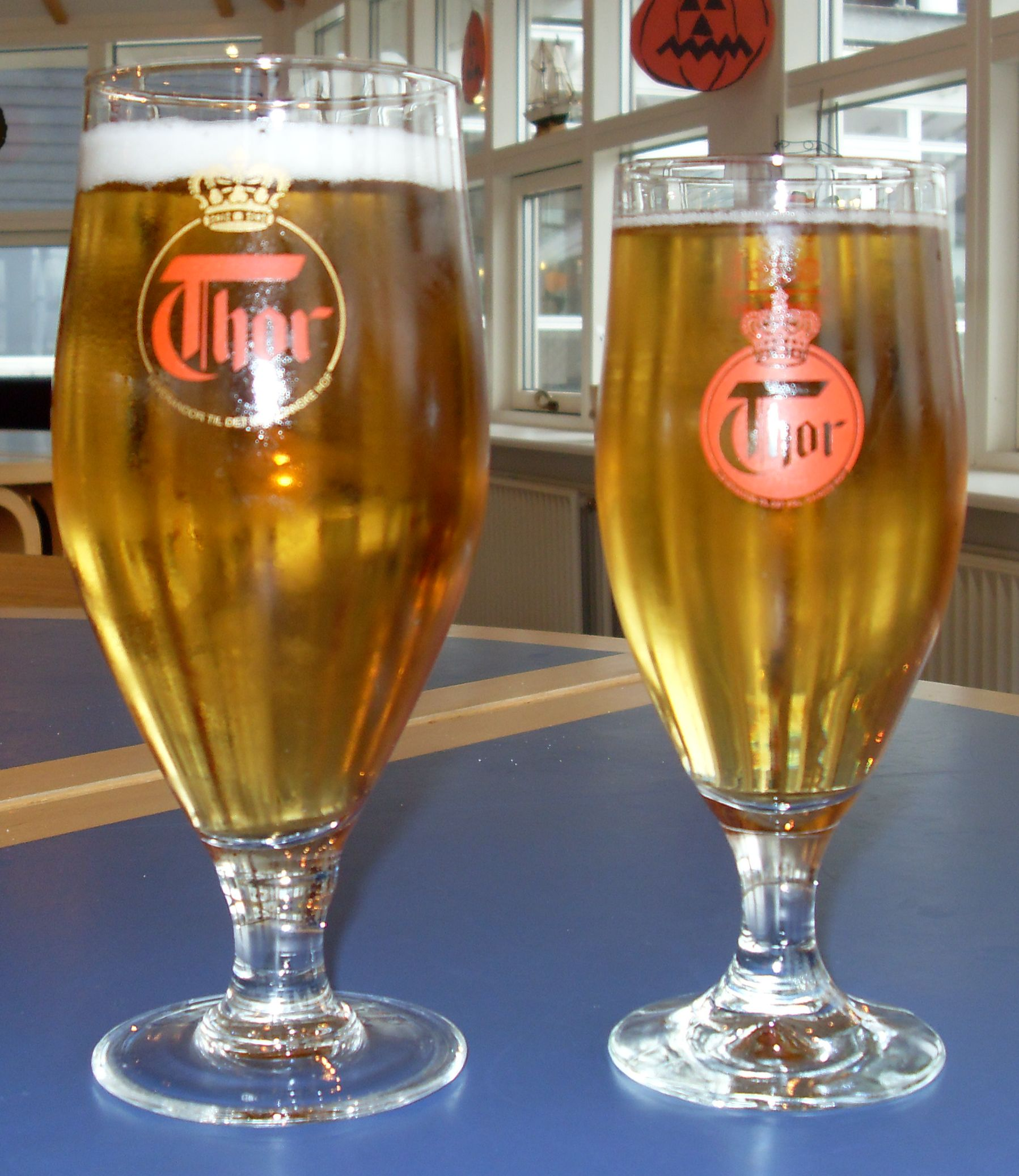
Thor in Pilstulpen.

- Faxe (Bier ist wichtiges Exportprodukt)
- Original Long Drink (seit 1952 bestehende, finnische Longdrinkmarke)
- Lāčplēsis (Bier; Name ist angelehnt an Lāčplēsis)
- Albani (Bier; die Brauerei in Odense ist heute ein wichtiger Standort des Konzerns)
- Vita Malt und PowerMalt (zwei Malztrunkmarken als wichtiges Exportprodukt)
- Heineken (Lizenzproduktion für Dänemark und Finnland)
- Pepsi (Lizenzproduktion für Dänemark, Finnland und die baltischen Staaten)
- Mangaļi (Erfrischungsgetränke)
- Novelle (Mineralwassermarke von Hartwall)
- Nikoline (Erfrischungsgetränke; der Name ist eine Hommage an Nikoline Nielsen (1874–1951), die mit ihrem Mann die Faxe Brauerei gegründet hat)
- Kalnapilis (Bier und Biermischgetränke)
- Egekilde (Erfrischungsgetränke)
- Supermalt (Erfrischungsgetränke und Malztrunk für den Export in das Vereinigte Königreich)
- Lorina (Erfrischungsgetränke; die 1895 gegründete Limonadefabrik Victor Geyer heißt heute Établissements Geyer frères)
- Nohrlund (Coctails)
- Thor (Bier; die Thor-Brauerei aus Randers wurde 2003 geschlossen)